# 시네

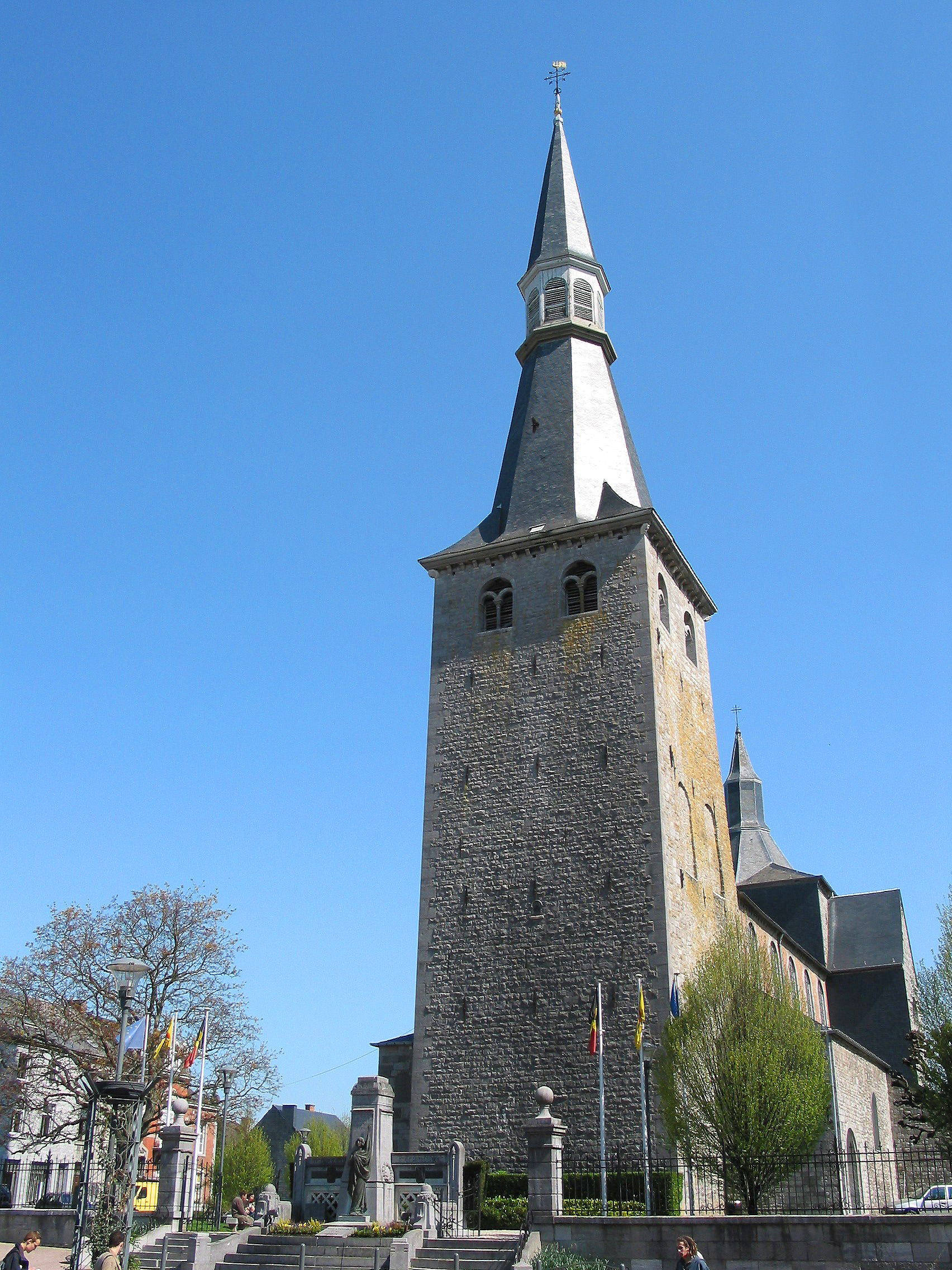
시네

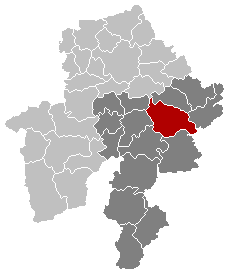
시네의 위치

시네(프랑스어: Ciney)는 벨기에 왈롱 나뮈르주에 위치한 도시로 면적은 147.56km2, 인구는 15,661명(2013년 1월 1일 기준), 인구 밀도는 110명/km2이다.

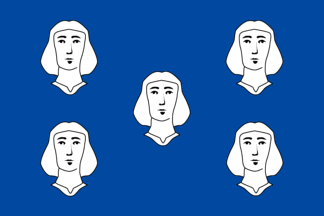
시기
시 문장

## 인구

Ciney's population (1990-2011).